# Mèo Singapore
Mèo Singapura là một trong những giống mèo có kích thước nhỏ nhất, điểm điểm trưng là đôi mắt to và tai to, lông nâu và chiếc đuôi cụt. Được báo cáo thành lập từ ba con "mèo cống" nhập khẩu từ Singapore vào những năm 1970. Sau đó, người ta tiết lộ rằng những chính nước Mỹ mới là nơi khởi nguồn của những con mèo này, chúng đến Singapore rồi sau đó mới nhập cảnh ngược lại Mỹ. Các điều tra của Hiệp hội những người yêu mèo (CFA) đã kết luận không có hành vi sai trái và mèo Singapore giữ nguyên vị thế của nó như là một giống tự nhiên.

## Hình dáng
Singapore là một giống mèo vừa phải và săn chắc, là một trong những giống mèo nhỏ nhất thế giới, với bộ lông rất ngắn và mịn. Mèo cái trưởng thành thường nặng 1,8 kg (4,0 lb) trong khi con đực nặng 2,7 kg (6,0 lb). Đôi tai lớn, hơi nhọn và sâu cùng với đôi mắt hình quả hạnh lớn là đặc điểm của giống mèo này. Đuôi mảnh mai, hơi ngắn hơn chiều dài của cơ thể và có đầu đuôi nhọn.

## Lịch sử nhân giống
Năm 1975, sau khi làm việc tại Singapore, Tommy và Hal Meadow trở lại Hoa và mang theo ba chú mèo nâu địa phương. Ba con mèo này, một cặp mèo đực và con cái từ cùng một lứa đẻ và một con mèo cái khác, là nền tảng được sử dụng để thiết lập giống mèo Singapore. Loài này lấy tên từ tên mà Malaysia gọi Singapore. Vào năm 1981, một nhà lai tạo đã đến thăm Singapore và đã quyết định đánh liều nộp hồ sơ về giống mèo Singapore (ngoại trừ phần đuôi) cho Hiệp hội phòng chống bạo lực đối với động vật địa phương. Kết quả, các con mèo này được nhập khẩu vào Hoa Kỳ và được đưa vào chương trình nhân giống.